# Mundaria
Mundaria es un género de escarabajos de la familia Buprestidae.

## Especies
- Mundaria analis (Saunders, 1867)
- Mundaria brooksi (Kerremans, 1912)
- Mundaria dessumi Descarpentries & Villiers, 1966
- Mundaria harmandi (Thery, 1941)
- Mundaria postfasciata Obenberger, 1922
- Mundaria typica Kerremans, 1894